# فوتبال شائولین
فوتبال شائولین (انگلیسی: Shaolin Soccer) یک فیلم ورزشی کمدی در سبک اکشن و رزمی به کارگردانی استیون چو است که در سال ۲۰۰۱ منتشر شد.
این فیلم دربارهٔ یک راهب پیشین بودایی از معبد شائولین است که سال‌ها پس از درگذشت استادشان و در جریان وقایعی، ۵ برادر خود را متحد می‌کند تا مهارت‌های فرا انسانی خود در زمینهٔ هنرهای رزمی را در مسابقات فوتبال به کار بگیرند و شائولین کونگ‌فو را در میان مردم رواج دهند.

## بازیگران
- استیون چو
- جائو وی
- دنی چان
- نگ مان-تات
- پاتریک تسه
- کارن موک
- سیسیلیا چیانگ
- وینسنت کُک
- تین کای-مان
- لام چی-چونگ